# Kooperativo de Literatura Foiro
La Kooperativo de Literatura Foiro (in italiano traducibile come Cooperativa di Literatura Foiro; spesso abbreviata in LF-koop) è una cooperativa attiva nel movimento esperantista.

## Storia
Fu fondata a La Chaux-de-Fonds, in Svizzera, il 30 maggio 1980, allo scopo di produrre e immettere sul mercato lavori e opere culturali in lingua esperanto.
Nacque come evoluzione naturale della redazione della rivista letteraria Literatura Foiro, fondata a Milano dal circolo letterario "La Patrolo" nel giugno 1970. Grazie ad essa, le attività della redazione della rivista si estesero ad altre branche, fra cui la pubblicazione di libri, il teatro, la promozione di concorsi letterari. La crescita del numero di membri e l'aumento delle attività rese necessaria la fondazione di un'associazione senza fini di lucro.
Oggigiorno è principalmente nota per le pubblicazione delle importanti riviste esperantiste Literatura Foiro e Heroldo de Esperanto.

### Attività
Le attività iniziali della LF-koop erano la pubblicazione di riviste, di libri, l'organizzazione di congressi, la produzione di materiale sonoro e l'organizzazione del premio letterario 
"La Verko de la Jaro". Si aggiunsero in seguito la produzione di film, l'attività teatrale e il mantenimento di sale da esibizione.

### Presidenti
- Tazio Carlevaro, 1980-1985
- Giorgio Silfer, 1985-1997
- Marc Hiltbrand, 1997-oggi